# Запевалов, Валентин Васильевич
Валентин Васильевич Запевалов (род. 11 июля 1948, дер. Рая, близ Кохтла-Ярве, уезд Иду-Вирумаа, Эстонская ССР) — советский и российский журналист, на протяжении 16 лет (1977—1996, с перерывами) — собственный корреспондент Гостелерадио СССР и «Литературной газеты» в ФРГ.
В конце 1980-х годов Валентин Запевалов был неформальным участником процесса объединения ФРГ и ГДР, выполнил ряд деликатных поручений советского государственного руководства, входил в состав журналистского пула Михаила Горбачёва, общался с тремя канцлерами Германии — Вилли Брандтом, Гельмутом Шмидтом, Гельмутом Колем.

## Биография
Валентин Запевалов родился в 1948 году в рабочей семье в Эстонской ССР. Семья из рода Запеваловых-Соргус-Васиных жила в Кохтла-Ярве, отец был русским, мать — наполовину русской, наполовину эстонкой. Со школьных лет Валентин изучал немецкий язык и затем свободно владеет им. В старших классах начал публиковаться в местной газете «Ленинское знамя», писал заметки о спорте, мечтал стать спортивным корреспондентом или журналистом-международником, работать за рубежом.
Окончил факультет журналистики Ленинградского государственного университета в 1972 году, после чего работал в редакциях газет и на телевидении.
С 1975 года Запевалов — в международном отделе Главной редакции информации Центрального телевидения. В 1977—1983 годах — собственный корреспондент Гостелерадио СССР в ФРГ. С осени 1985 года работал в международном отделе «Литературной газеты», в 1985—1996 годах — собственный корреспондент газеты в Бонне (ФРГ). В 1996—1998 годах — заведующий международным отделом «ЛГ». Входил в журналистский пул М. С. Горбачёва.
Большой общественный резонанс в мире вызвал опубликованный в 1985 году в «Литературной газете» материал Запевалова «Паника на Западе, или что скрывается за сенсацией вокруг AIDS», где Запевалов развил псевдотеорию о том, что СПИД пришёл с Запада и якобы был разработан для биологической борьбы с СССР. Очерк вошёл в историю как образец антиамериканской кампании в советской прессе и незаурядный пример искусства советской пропаганды. В 2018 году 70-летний Запевалов выразил сожаление о сенсационной публикации, признал, что это был «грешок молодости, прославиться хотел, как, наверное, и каждый журналист».
В годы работы журналистом в Германии собеседниками Запевалова были три германских канцлера — Вилли Брандт, Гельмут Шмидт, Гельмут Коль, ряд влиятельных политиков и банкиров, классики немецкой литературы Генрих Бёлль, Зигфрид Ленц, Гюнтер Грасс, Мартин Вальзер. В неформальных беседах с канцлером Колем Запевалов с санкции высшего советского руководства озвучил «как бы от себя» идею Горбачёва с планом немецкой культурной автономии на Волге, по аналогии с реально существовавшей с 1918 по 1941 год автономии немцев Поволжья, в то время как германские политики в конце 1980-х годов желали создания немецкой республики на Волге.
В декабре 1987 года Запевалов был ключевым организатором с советской стороны импровизированного визита в Москву за штурвалом собственного самолёта премьер-министра Баварии, председателя Христианско-социального союза Франца Йозефа Штрауса и его переговоров с советским лидером М. С. Горбачёвым. Штраус до того считался в СССР фигурой недружественной и антисоветски настроенной, политические контакты с ним были затруднены, вследствие чего посредническую миссию взял на себя журналист-германист Запевалов. В годы работы в Германии Запевалов регулярно принимал участие в ток-шоу на немецком телеканале ARD «Internazionale Frühschoppen», которое вёл прошедший социальную адаптацию бывший геббельсовский пропагандист Вернер Хёффер. В телепередаче Запевалов на беглом немецком языке без переводчика полемизировал на тему отношений СССР и Запада с журналистами из США, Германии, Великобритании и Франции.
С января 1999 года по февраль 2001 года по приглашению госдеятеля и экс-сотрудника внешней разведки Григория Рапоты Запевалов стал начальником бюро по связям с общественностью государственных компаний «Росвооружение», «Рособоронэкспорт». После вытеснения людей Евгения Примакова из руководства сферы военно-технической торговли, с марта 2001-го по апрель 2003 года Запевалов — заместитель генерального директора по внешним связям одной из крупных торговых компаний Москвы «Седьмой континент».
С апреля 2003 года по 2005 год по приглашению своего давнего друга ещё по работе в Германии, бывшего дипломата Валерия Богомолова Запевалов занимал должность советника секретаря генерального совета партии «Единая Россия». В партийном аппарате отвечал за связи со СМИ, общественностью и властными структурами. В 2004 году был также вице-президентом телеканала ТВЦ.
По приглашению президента ОАО «РЖД», бывшего дипломата и разведчика Владимира Якунина в октябре 2005 года Запевалов пришёл в газету «Гудок». По собственному признанию Запевалова, из-за официальной стилистики издания на страницах газеты в качестве автора он давно не выступает, в настоящее время — советник главного редактора по вопросам PR и GR (связи с общественностью и органами власти).
В 2018 году Запевалов выпустил книгу «О немцах: в шутку и всерьёз. Из блокнота боннского журналиста», где рассказал о сложных, запутанных и порой забавных перипетиях своей 16-летней работы в Германии, о работе в журналистском пуле Михаила Горбачёва, о встречах с германскими политиками, закулисных подробностях процесса объединения «двух Германий», свидетелем и участником чего он был. Роль зарубежного корреспондента Запевалов обрисовал в мемуарах и сопровождающем их интервью как нечто среднее между дипломатом и разведчиком, выразил уверенность, что «вряд ли от такого хорошего канала связи политики отказываются и сейчас».
Девиз всей профессиональной карьеры Запевалова — «в жизни надо ставить недостижимые цели — и достигать их!»

## Семья
Валентин Запевалов женат. Есть сын, внук и внучка — все граждане Эстонии.
Брат — Владимир Васильевич Запевалов (род. 13 января 1957, Кохтла-Ярве) — глава представительства Министерства иностранных дел Российской Федерации в Санкт-Петербурге, выпускник юридического факультета Ленинградского государственного университета.